# Prezzo
Il prezzo è il valore economico di un bene o servizio espresso in moneta corrente in un dato tempo e luogo, che varia in base a modificazioni della domanda e offerta, e deve corrispondere al rapporto fra il ricavo totale desiderato dall'azienda da quella merce e il quantitativo prodotto:
{\displaystyle \langle R\rangle ={\frac {R}{x}}}
In questo parametro si concentra tutta l'informazione a disposizione degli agenti economici.
Per attività, opere o prodotti di natura immateriale, ovvero i servizi, si dovrebbe usare più correttamente il termine tariffa invece che prezzo.
Sebbene, a volte usato erroneamente come sinonimo, il costo è un concetto diverso dal prezzo: questo è sinteticamente rappresentabile dalla somma di costo (totale) e margine (di profitto).

## Determinazione del prezzo
Nel campo del marketing, il prezzo è considerato una delle 4P (product, price, place, promotion), cioè una delle variabili del marketing mix. Un'impresa prende decisioni di prezzo quando deve lanciare un nuovo prodotto, vuole variare il prezzo di un prodotto pre-esistente, o per reagire a variazioni del prezzo della concorrenza.
Le dinamiche di marketing mix tengono conto del fatto che il prezzo risulta essere l'unica leva che, oltre a generare costi, è capace di generare anche ricavi. Proprio per questo le imprese, nell'ambito del marketing mix, pongono grossa attenzione alla dinamica della fissazione del prezzo. Alla fissazione del prezzo si contrappone il concetto di tipologia di prezzo che studia, invece, le caratteristiche d'applicazione del prezzo, nonché le relative ragioni d'essere. Peraltro, la leva del prezzo assume un significato importante sia per il cliente (per il quale altro non è che la traduzione monetaria del suo posizionamento), sia per il fornitore (per il quale rappresenta la fonte essenziale per la formazione del ricavo e, conseguentemente, dell'utile dell'esercizio). Un altro concetto importante è la competitività del prezzo: esso dev'essere fissato di modo da garantire un buon rapporto qualità/prezzo (al fine di non danneggiare il posizionamento) ma, al contempo, deve essere in grado di generare ricavi e lucri soddisfacenti.

### Fattori di influenza
La definizione del prezzo di un prodotto a livello internazionale è influenzata da:
- fattori interni
  - obiettivi di marketing
  - costi sostenuti
- fattori esterni
  - mercato e domanda
  - concorrenza
  - fluttuazioni del tasso di cambio
  - legislazione antidumping.

#### Fattori interni
- Obiettivi di marketing: le imprese possono porsi principalmente due obiettivi: quello della scrematura del mercato e quello della penetrazione
  - Scrematura: l'impresa decide di entrare nel mercato con un prezzo decisamente elevato proprio con il preciso intento di "scremare" il mercato, cioè eliminare i clienti che non sono disposti ad acquistare a quel prezzo. Tale strategia è utilizzata principalmente per i beni di alta tecnologia, per i prodotti di alta moda; in genere quindi prodotti di lusso
  - Penetrazione: l'impresa decide di entrare nel mercato con un prezzo molto basso in modo da attirare più clienti possibili e tagliare fuori la concorrenza. In questo caso però si rischia di essere accusati di dumping
- Costi sostenuti: dato che il prezzo è l'unica delle 4P che genera ricavi, esso dovrà essere superiore ai costi per garantire un adeguato profitto all'impresa.

#### Fattori esterni
- Mercato e domanda: è impossibile pensare di fissare un prezzo senza tenere conto della domanda. Sembra impensabile cercare di vendere lo stesso prodotto allo stesso prezzo sia in Italia sia in Africa perché i livelli di reddito non sono gli stessi. Molto quindi dipende dall'elasticità della domanda rispetto al prezzo. Tanto più la domanda è insensibile al prezzo, tanto più si può fissare un prezzo elevato.
- Concorrenza: sembra inoltre impossibile pensare di fissare un prezzo senza tenere conto della concorrenza. Se si vendono caramelle a 5 euro e i concorrenti le vendono a 5 centesimi, le caramelle a 5 euro sono fuori mercato, a meno che non siano le caramelle più buone del mondo. Dipende molto dal grado di differenziazione dei prodotti nei confronti di quelli della concorrenza. Bisogna inoltre tenere conto anche dell'elasticità dell'offerta rispetto al prezzo.
- Fluttuazioni del tasso di cambio: deprezzamento e apprezzamento[2] influiscono decisamente la strategia di prezzo dell'impresa. Se la moneta si deprezza, in termini di valuta straniera i prodotti costeranno di meno e quindi attirano più clienti. Viceversa se si apprezza. Questo tipo di fattore riguarda più che altro il marketing internazionale.
- Legislazione antidumping: fissare un prezzo troppo basso, addirittura sottocosto, per costringere a uscire dal mercato i vari concorrenti non è una cosa "legittima". Per evitare questi comportamenti sono preposte autorità antitrust.

### Tipi di prezzo
- prezzo efficiente: si avvicina molto alla cifra massima che i consumatori sono disposti a pagare per quel prodotto. In termini economici, quello che garantisce il maggiore surplus.
- prezzo effettivo: è il prezzo effettivamente applicato tenuto conto di eventuali promozioni, sconti o altri incentivi per il cliente.
- prezzo allineato: consiste nell'utilizzo di un numero limitato di prezzi per molti prodotti. Si tratta di una tradizione risalente ai vecchi negozi five and dime negli Stati Uniti, dove - come suggerisce il nome - tutto costava o 5 o 10 centesimi. Il presupposto è che si trattano solo prodotti in poche determinate fasce di prezzo. Il metodo comporta una facile amministrazione, ma non si rivela flessibile in caso di cambiamenti di prezzo forzati (dovuti ad es. all'inflazione).
- premium price: il premium (o prestige) pricing consiste nel fissare prezzi nella fascia più alta per la categoria merceologica trattata. I consumatori sono disposti a comprare prodotti con prezzi premium perché convinti che essi siano di qualità superiore, oppure perché riconducibili a uno status quo. Nella analisi del consumatore ci si riferisce al “premium price di uno specifico attributo” se un consumatore è disposto a pagare, per quel determinato attributo, una maggiorazione di prezzo. Per esempio è possibile onorare un surplus per la certificazione biologica di un alimento o per gli optional di un parco impianti. Esso va a rafforzare il concetto di posizionamento
- primo prezzo: è un prezzo basso applicato a prodotti di basso costo industriale.
- prezzo civetta: è un prezzo basso applicato a prodotti di qualità. Questa strategia rappresenta una vera e propria perdita per l'impresa, che la applica allorquando è convinta che la clientela, dirigendosi nel punto vendita allo scopo di comperare quello specifico prodotto, sarà poi sollecitato nel comperare anche altri prodotti.
- prezzo speculativo: è un prezzo alto applicato a prodotti di bassa qualità. È una strategia che a lungo andare si rivela inefficace, perché in un mercato esistono meccanismi di controllo che puniscono i trasgressori delle regole di fair trade.
- prezzo promozionale: è il prezzo applicato durante le promozioni o a particolari stagioni turistiche.
- prezzo di lancio: è il prezzo applicato nel momento della prima introduzione sul mercato esso può essere un prezzo di penetrazione, nel caso in cui, in fase di lancio, si voglia catturare una grossa prima maggioranza o un prezzo di scrematura, in caso di cicli di vita brevi associati a target d'élite.
- prezzo di riferimento: se imposto dai distributori, che dimostrano di possedere un maggiore potere contrattuale.
- prezzo unico: è il contrario del prezzo di riferimento ed è praticato quando, l'azienda industriale, ha un maggiore potere contrattuale rispetto ai distributori. Essa, in tal modo, tutela il consumatore ed il buon nome dell'impresa. Talvolta appare con la formula più pacata del "prezzo consigliato".
- prezzi multipli: applicati in maniera differenziata a seconda del tipo del cliente (per lo stesso servizio, ad esempio, i bimbi pagano un prezzo minore) o a seconda del luogo di smercio (acquistare uno stesso prodotto in una boutique costa di più che acquistarlo in un grande magazzino)
- prezzi psicologici: al di là della fissazione (più o meno a buon mercato) essi si mantengono di pochi centesimi al di sotto della cifra tonda, al fine di creare fraintendimenti a livello di percezione, ciò a vantaggio del rivenditore.
- prezzi di dumping: ammaliano gli importatori rimanendo fissati a livelli bassissimi ma vengono praticati allo scopo di porre in difficoltà le aziende operanti nei paesi degli importatori medesimi, sottraendo a esse significative quote di interesse. Una volta impossessatesi del mercato estero, le stesse aziende che avevano garantito i prezzi di dumping (a buon mercato) aumenteranno i prezzi, creando spostamenti di ricchezza da un paese all'altro, ciò per il fatto che, dopo la politica di dumping, saranno le uniche a detenere quote significative di tale mercato estero. Proprio per questo, taluni paesi, per proteggersi, applicano severi dazi e richiedono l'emissione di fatture consolari (che prevedono il pagamento di diritti per il rilascio di esse).

### Criteri per la fissazione del prezzo
- Criterio del mark-up o del cost plus: consiste nel fissare il prezzo di un prodotto secondo una percentuale incrementativa dei costi sostenuti per la sua realizzazione.
- Criterio dei prezzi concorrenti: il prezzo viene fissato con riferimento al livello deciso dalle imprese già operanti nel settore.
- Criterio del profitto obiettivo o della massimizzazione del profitto: il prezzo viene fissato al livello che, a parità di ogni altro fattore, permette di raggiungere un certo livello di profitto atteso (possibilmente massimo) tenendo conto anche del fenomeno delle economia di scala.
- Criterio delle gare d'appalto: il prezzo viene stabilito attraverso una gara d'appalto tra le varie proposte presentate.
- Criterio del ciclo di vita del prodotto: il prezzo è fissato tenendo conto del fatto che esso può trovarsi in particolari fasi del proprio ciclo di vita.
- Criterio dell’elasticità della domanda di mercato: il prezzo è fissato tenendo conto della maggiore o minore elasticità della domanda.
- Criterio del posizionamento e del percetto del cliente: il prezzo è tarato in funzione della percezione più o meno unica che gli acquirenti hanno rispetto al sistema prodotto.
- Criterio dell'anello distributivo: il prezzo è tarato a seconda di quanto imposto da grossisti e/o dettaglianti dal forte potere contrattuale, definendo il concetto di prezzo di riferimento.

## Margine e ricarico
Spesso confusi, margine e ricarico sono due concetti diversi:
- margine (%) = [prezzo-costo (totale)]/prezzo
- ricarico (%) = [prezzo-costo (totale)]/costo

Va da sé che il ricarico (detto anche mark up) è maggiore del margine. A seconda dei casi (commercializzazione o produzione) i venditori devono accertare la relazione più adeguata dei due indici, considerandoli anche al lordo e al netto dello sconto massimo da eventualmente praticare.
Spesso il margine e il ricarico non sono percentualizzati ma calcolati in valore assoluto ovvero:
- margine = prezzo-costo totale (o costo industriale o costo del venduto, esistono diverse configurazione di margine)
- ricarico = prezzo-costo acquisto

Questa modalità è impiegata da chi non commercializza ma trasforma e quindi deve usare una configurazione di costo che non sia quello del mero acquisto di un articolo finito. Nel caso di mera commercializzazione, il costo di acquisto è spesso assimilato, per semplicità, al prezzo di acquisto dell'articolo finito (commercio), trascurando i costi relativi all'approvvigionamento e gestione magazzino.